# Villasis
Villasis (Bayan ng Villasis) är en kommun i Filippinerna. Kommunen ligger på ön Luzon, och tillhör provinsen Pangasinan. Folkmängden uppgår till 54 224 invånare.

## Barangayer
Villasis är indelat i 21 barangayer.
| - Amamperez - Bacag - Barangobong - Barraca - Capulaan - Caramutan - La Paz - Labit - Lipay - Lomboy - Piaz (Plaza) | - Zone V (Pob.) - Zone I (Pob.) - Zone II (Pob.) - Zone III (Pob.) - Zone IV (Pob.) - Puelay - San Blas - San Nicolas - Tombod - Unzad |

## Bildgalleri

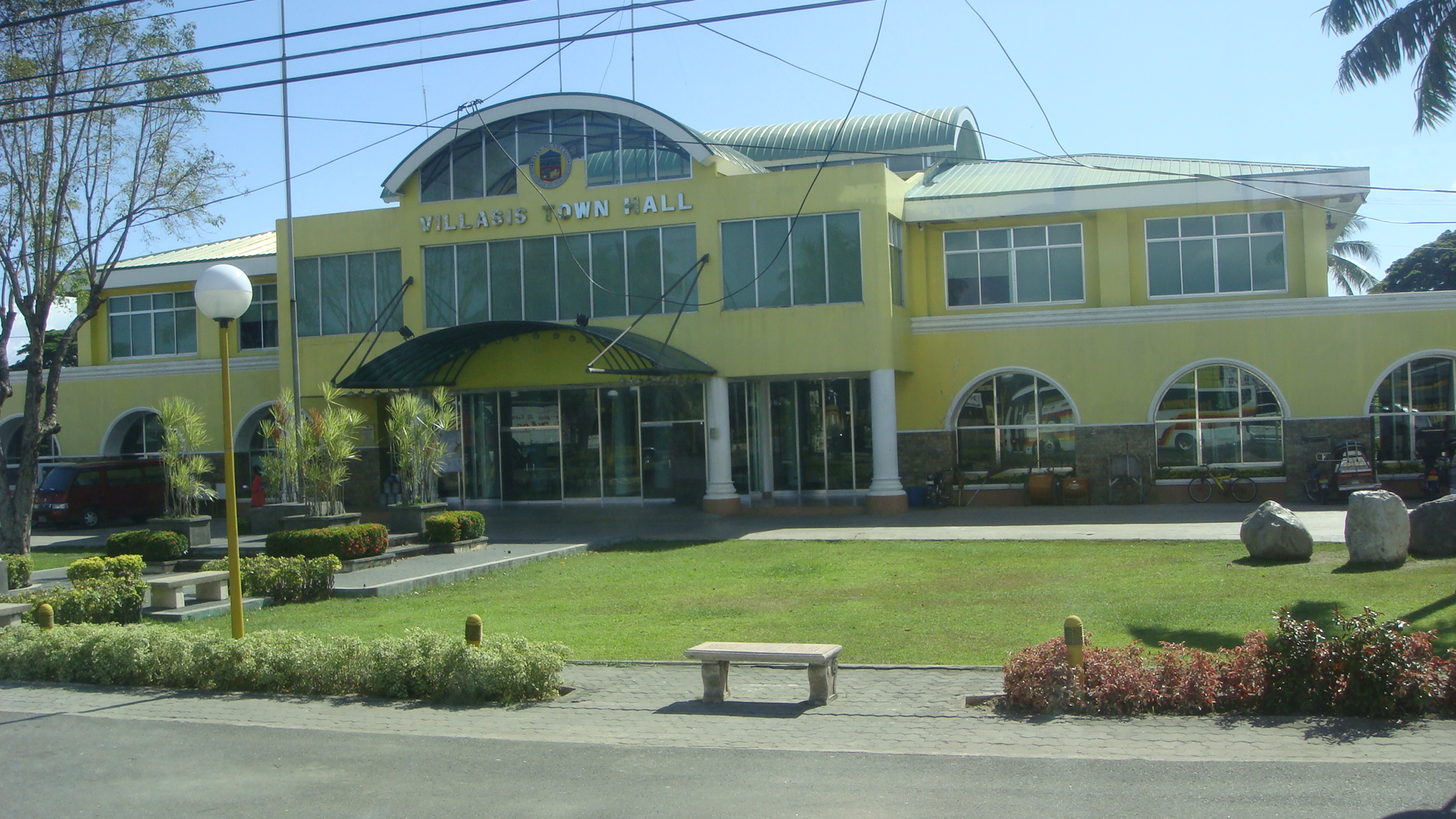
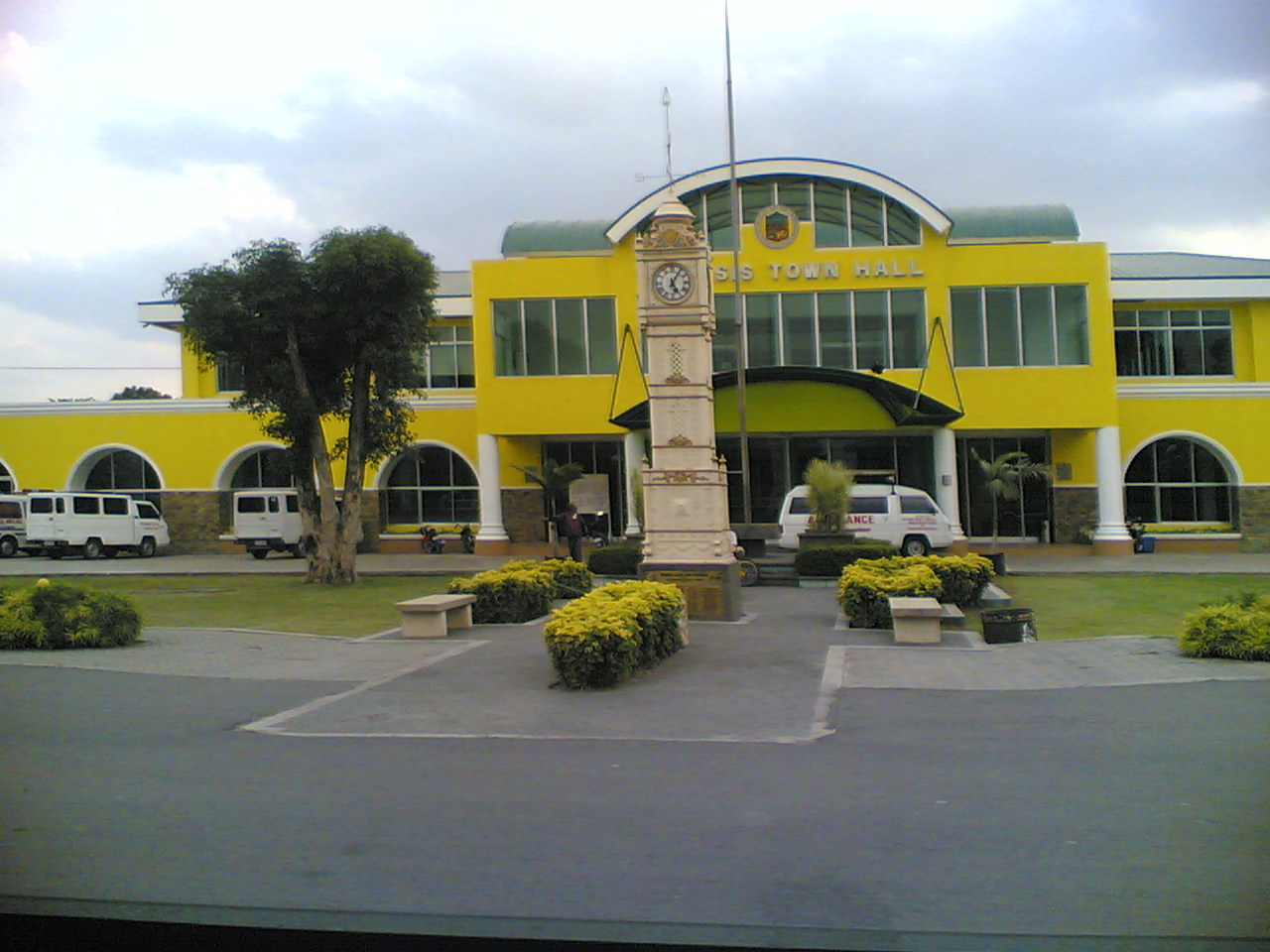